# 12 Years a Slave (soundtrack)
12 Years a Slave (volledige titel: Music from and Inspired by 12 years a Slave) is de originele soundtrack uit 2013 van de drievoudig Oscarwinnende film 12 Years a Slave. Het album bevat liedjes uit en geïnspireerd door de film en twee originele filmmuziek-nummers, gecomponeerd door Hans Zimmer. Het album werd door Columbia Records uitgebracht, dat eerst werd vrijgegeven op 5 november 2013 als muziekdownload en 11 november 2013 op overige geluidsdragers. 
Op 1 februari 2014 verscheen het album in de Vlaamse Ultratop 200 Albums met als hoogste notering plaats 167.

## Nummers
| Nr. | Titel                                   | Artiest                          | Duur |
| --- | --------------------------------------- | -------------------------------- | ---- |
| 1   | Devil's Dream                           | Tim Fain                         | 0:29 |
| 2   | Roll jordan Roll                        | John Legend                      | 2:47 |
| 3   | Freight Train                           | Gary Clark Jr.                   | 2:35 |
| 4   | Yarneyy's Waltz                         | Tim Fain & Caitlin Sullivan      | 1:16 |
| 5   | Driva Man                               | Alabama Shakes                   | 4:31 |
| 6   | My Lord Sunshine (Sunrise)              | David Hughey & Roosevelt Credit  | 1:13 |
| 7   | Move                                    | John Legend & Fink               | 3:50 |
| 8   | Washington                              | Hans Zimmer                      | 0:25 |
| 9   | (In The Evening) When The Sun Goes Down | Gary Clark Jr.                   | 4:37 |
| 10  | Queen Of The Field (Patsey"s Song)      | Alicia Keys                      | 5:37 |
| 11  | Solomon                                 | Hans Zimmer                      | 3:31 |
| 12  | Little Girl Blue                        | Laura Mvula                      | 4:30 |
| 13  | Misery Chain                            | Chris Cornell & Joy Williams     | 5:08 |
| 14  | Roll Jordan Roll                        | Topsy Chapman & Chiwetel Ejiofor | 1:57 |
| 15  | Money Musk                              | Tim Fain                         | 0:37 |
| 16  | What Does Freedom Mean (To A Free Man)  | Cody ChesnuTT                    | 2:41 |

## Achtergrond
Hans Zimmer werd door regisseur Steve McQueen benaderd om de muziek te schrijven voor de film 12 Years a Slave, nadat de opnames waren voltooid. Zimmer had in eerste instantie twijfels of hij wel de juiste persoon was voor dit filmproject. Door de overtuiging van McQueen kreeg Zimmer vertrouwen in het project. Op 30 april 2013 werd bekendgemaakt dat Zimmer de muziek zal componeren voor de film. Door grote belangstelling van artiesten na het zien van de film, werd besloten om een soundtrack uit te brengen van de originele filmmuziek in combinatie met muziek geïnspireerd door de artiesten. De filmmuziek bestaat voornamelijk uit instrumentale muziek en het nummer "Roll Jordan Roll". Het nummer "Solomon" is het bekendste muziek thema uit de film.

## Originele filmmuziek
12 Years a Slave (volledige titel: 12 Years a Slave: Original Score) is de originele soundtrack met de volledige filmmuziek. Het album is de tweede soundtrack van de gelijknamige film, dat na het eerst bovengenoemde album verscheen als muziekdownload, omschreven als label promotional release.
Het album werd gecomponeerd door Hans Zimmer en bevat alleen de volledige achtergrondmuziek voor de film. De opbouw van de muziekthema's zijn grotendeels in mineur geschreven, wat vergelijkbaar is met wat hij ooit eerder maakte met de soundtrack The Thin Red Line.

## Nummers
| Nr. | Titel                            | Duur |
| --- | -------------------------------- | ---- |
| 1   | Solomon Northup                  | 1:55 |
| 2   | Main Title                       | 0:28 |
| 3   | Bedtime                          | 1:35 |
| 4   | Arrival in Washington            | 0:24 |
| 5   | Solomon in Chains                | 5:03 |
| 6   | Preparing for Travel             | 1:00 |
| 7   | Boat Trip to New Orleans         | 5:14 |
| 8   | Saragota Flashback               | 2:12 |
| 9   | River Rafting Claps              | 1:05 |
| 10  | Eliza Flashback                  | 1:45 |
| 11  | Escape Sequence                  | 1:32 |
| 12  | Time Passing Sequence            | 1:32 |
| 13  | Devasted Crops                   | 0:51 |
| 14  | Plantation Life (Part A)         | 0:59 |
| 15  | Plantation Life (Part B)         | 0:56 |
| 16  | Judge Yarney's Ball              | 1:10 |
| 17  | Letter Writing                   | 0:52 |
| 18  | Solomon Burns the Letter         | 1:06 |
| 19  | Soap                             | 3:38 |
| 20  | A Free Man                       | 2:12 |
| 21  | Nothing to Forgive - End Credits | 3:32 |

## Musici
Solisten bij de filmmuziek:
- Nico Abondolo - Contrabas
- Ann Marie Calhoun - Viool
- Tim Fain - Viool
- Tristan Schulze - Cello
- Benjamin Wallfisch - Keyboard

## Prijzen en nominaties
De filmmuziek van 12 Years a Slave werd genomineerd bij de volgende filmprijsuitreikingen:
| Jaar | Prijs                 | Categorie        | Genomineerde(n) | Uitslag     |
| ---- | --------------------- | ---------------- | --------------- | ----------- |
| 2014 | BAFTA Award           | Beste filmmuziek | Hans Zimmer     | Genomineerd |
| 2014 | Critics' Choice Award | Beste filmmuziek | Hans Zimmer     | Genomineerd |
| 2014 | Golden Globe          | Beste filmmuziek | Hans Zimmer     | Genomineerd |
| 2014 | Satellite Award       | Beste soundtrack | Hans Zimmer     | Genomineerd |